# Kithagatta, Kunigal
Kithagatta là một làng thuộc tehsil Kunigal, huyện Tumkur, bang Karnataka, Ấn Độ.